# Audi 80 B3
Der Audi 80 B3 (auch als Typ 89 bezeichnet, ab 1990 Typ 8A) ist ein Pkw-Modell von Audi, welches als dritte Generation des Audi 80 im Sommer 1986 mit einer vollverzinkten Karosserie vorgestellt wurde. Er löste den seit 1978 gebauten Audi 80 B2 ab.
Im Herbst 1991 ersetzte ihn in Deutschland der Audi 80 B4, der auch als Kombi angeboten wurde.

## Modellgeschichte

### Allgemeines
Der Audi 80 B3 wurde ab Spätsommer 1986 zunächst ausschließlich als viertürige Limousine angeboten. Eine zweitürige Version war weder für diese noch für die nachfolgende Generation vorgesehen. Analog zu dem im Sommer 1982 vorgestellten Audi 100 C3 hatte der Audi 80 das neue „Aero-Design“. Der Luftwiderstandsbeiwert (Cw) konnte sogar noch weiter bis auf 0,29 gesenkt werden, was besser war als beim zeitgenössischen Audi 100 (0,30–0,32). Dies war eine bemerkenswerte Leistung, da das Package schwieriger aerodynamisch zu optimieren, insbesondere bei einer Familienlimousine, die auch ausreichend Platz bieten musste.
Die Modelle der Baureihe wurden mit dem Sicherheitssystem Procon-ten angeboten, ein Vorläufer des Airbags, das erstmals im Audi 80/90 für einen Aufpreis von ca. 1000 Mark erhältlich war. Procon-ten spannte bei einem Frontalaufprall die Sicherheitsgurte automatisch und ließ den Lenksäulenschaft kollabieren, um Verletzungen des Fahrers zu minimieren. Der Audi 80 war mit Ausnahme der Dieselvarianten und des 1,6-Liter-Benzinmodells auch mit dem Allradantriebssystem quattro erhältlich.
Bei den Käufern kam der Wagen gut an und erreichte in der Zulassungsstatistik auf Anhieb einen Spitzenplatz. In einer hochwertigen Variante wurde das Modell als Audi 90 mit Fünfzylindermotoren und dem Vierzylinder 1.6 TD angeboten.
Die letzten Exemplare des Audi 80 B3 wurden Ende 1991 produziert. Insgesamt wurden 1.297.801 Einheiten des Audi 80 B3 produziert, davon wurden 668.764 exportiert, was die B3 zur meistexportierten Audi-80-Generation machte. Die Exporte setzten sich sogar bis Dezember 1991 fort, obwohl die Produktion bereits im März 1991 eingestellt wurde. Gleichzeitig wurde die überarbeitete Modellreihe Audi 80 B4 vorgestellt.

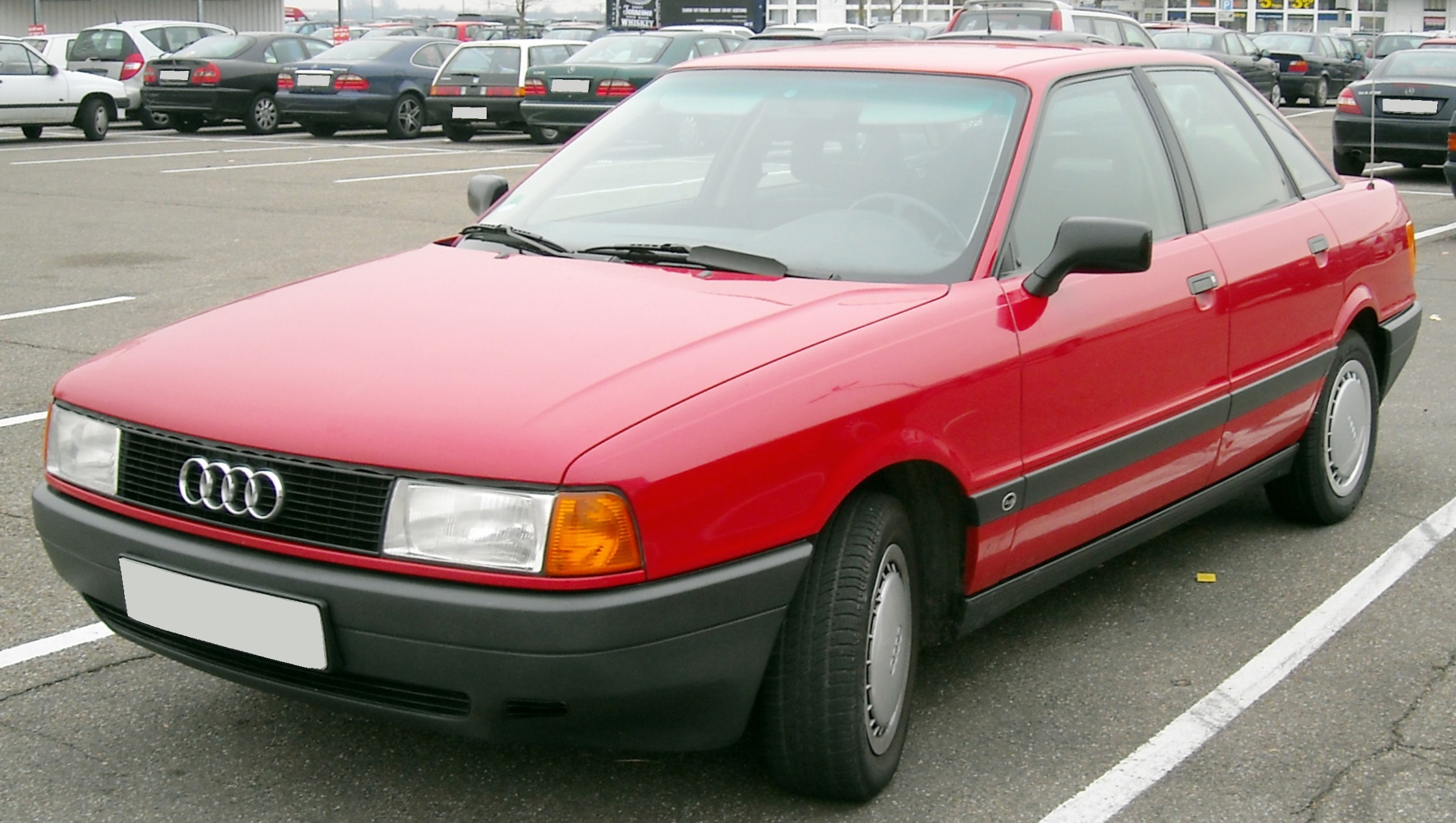
Audi 80 (1987–1991)
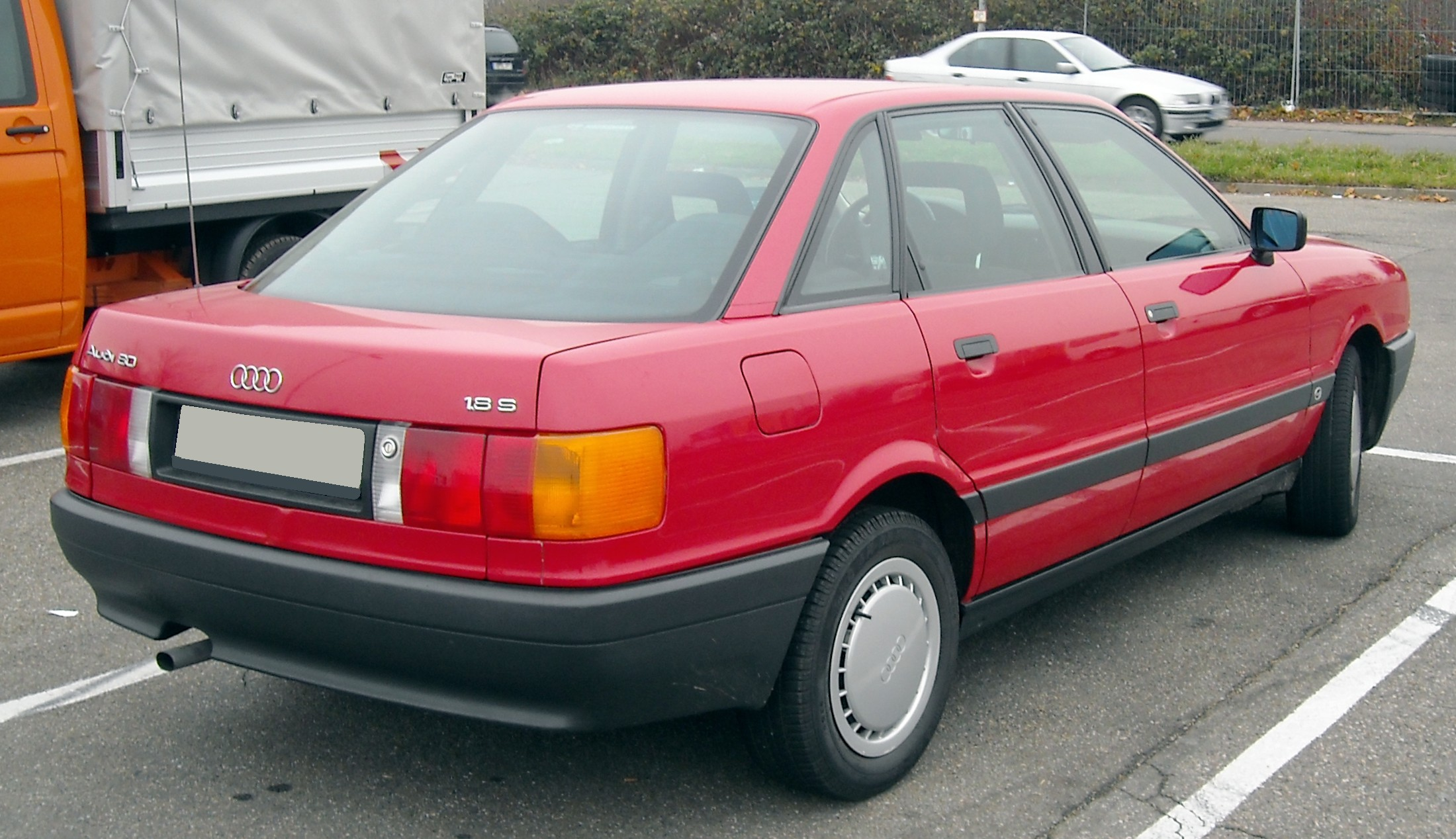
Heckansicht
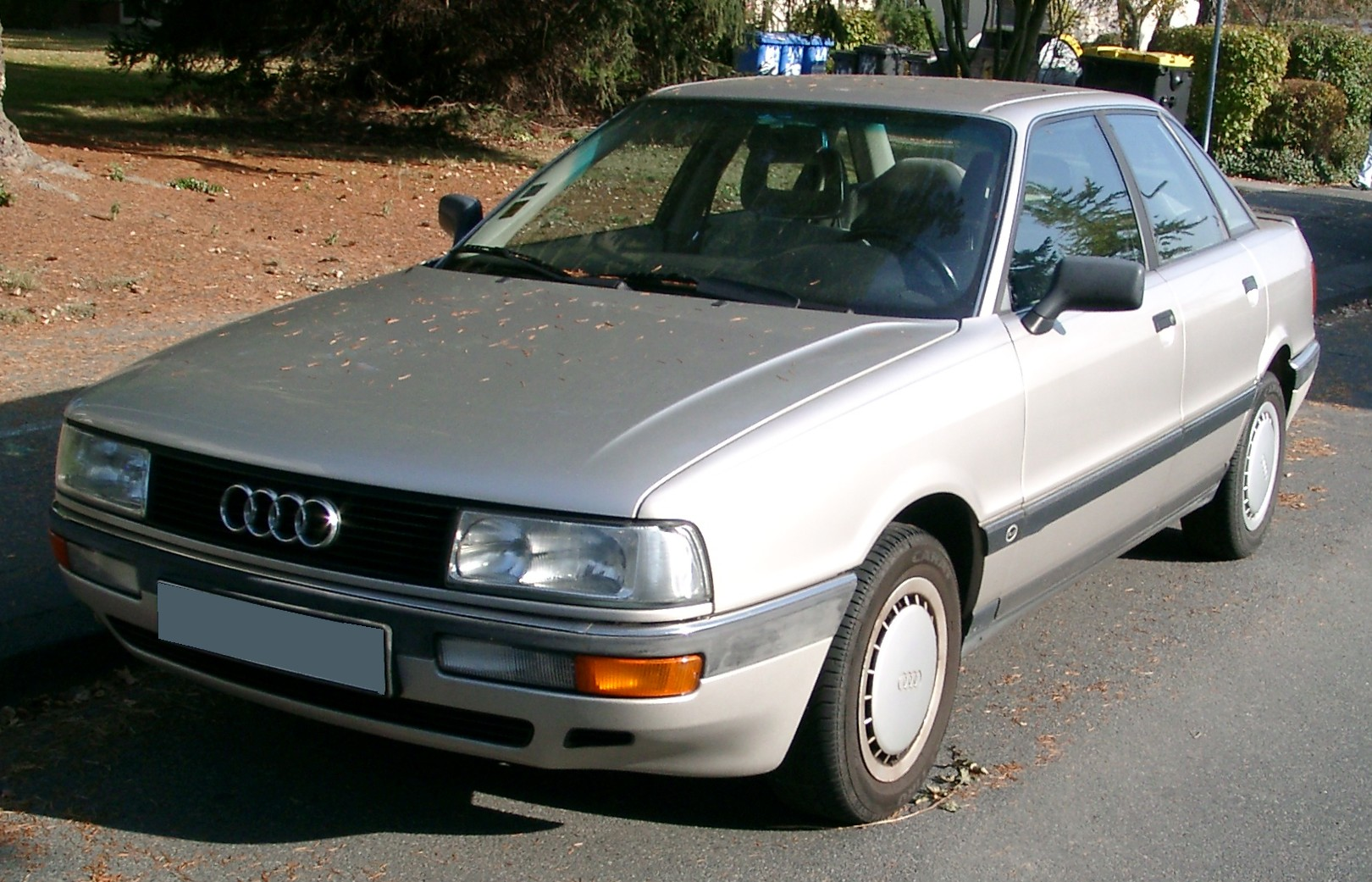
Audi 90 (1987–1991)
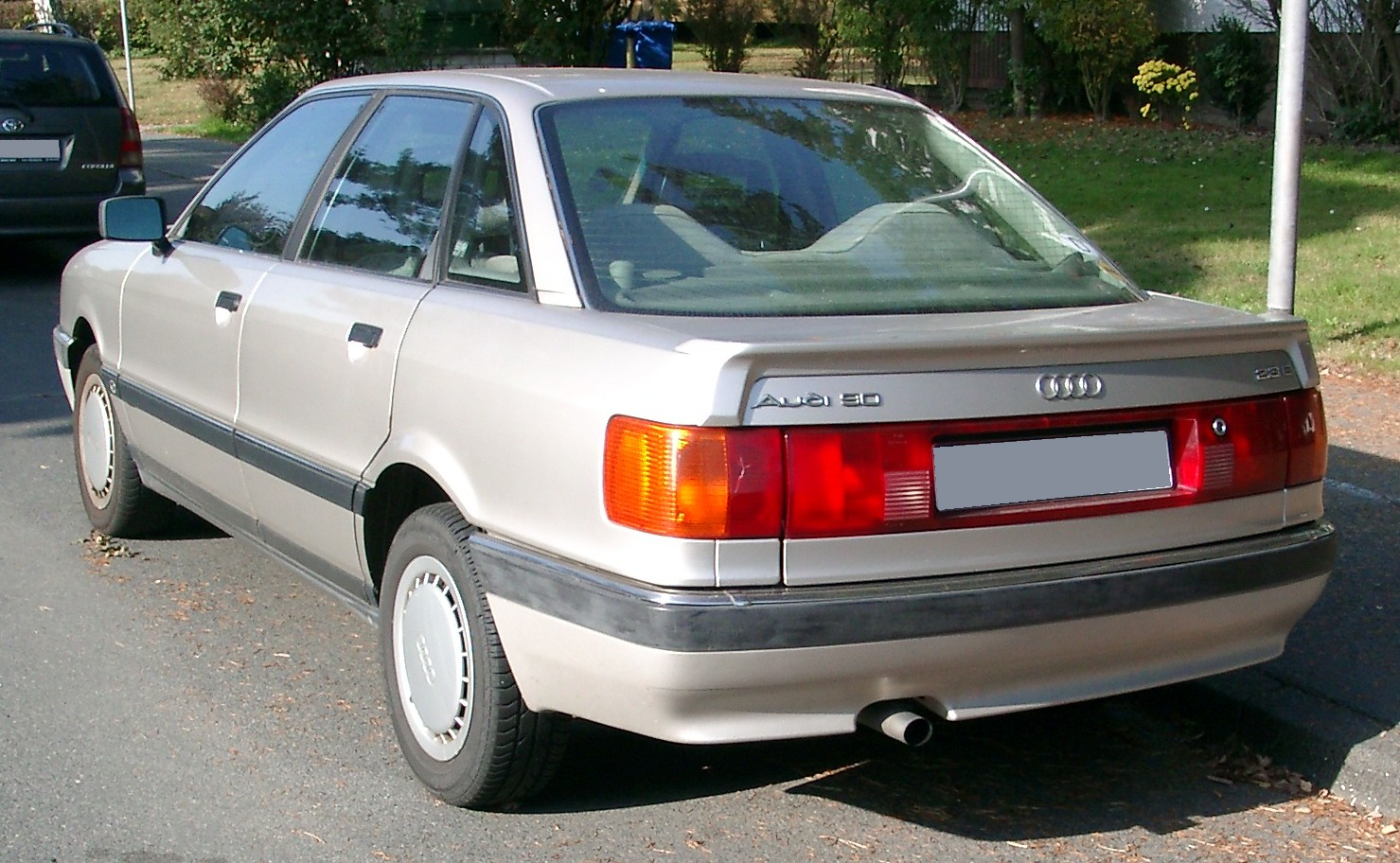
Audi 90 (1987–1991)
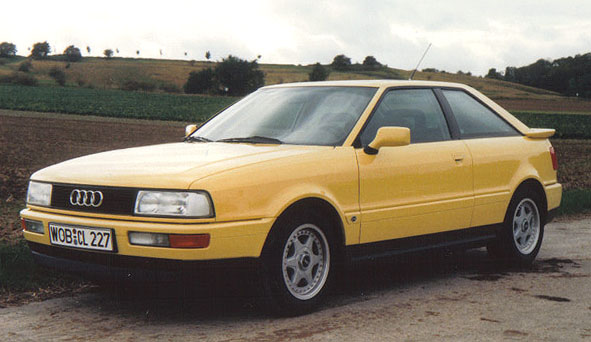
Audi Coupé (1988–1991)
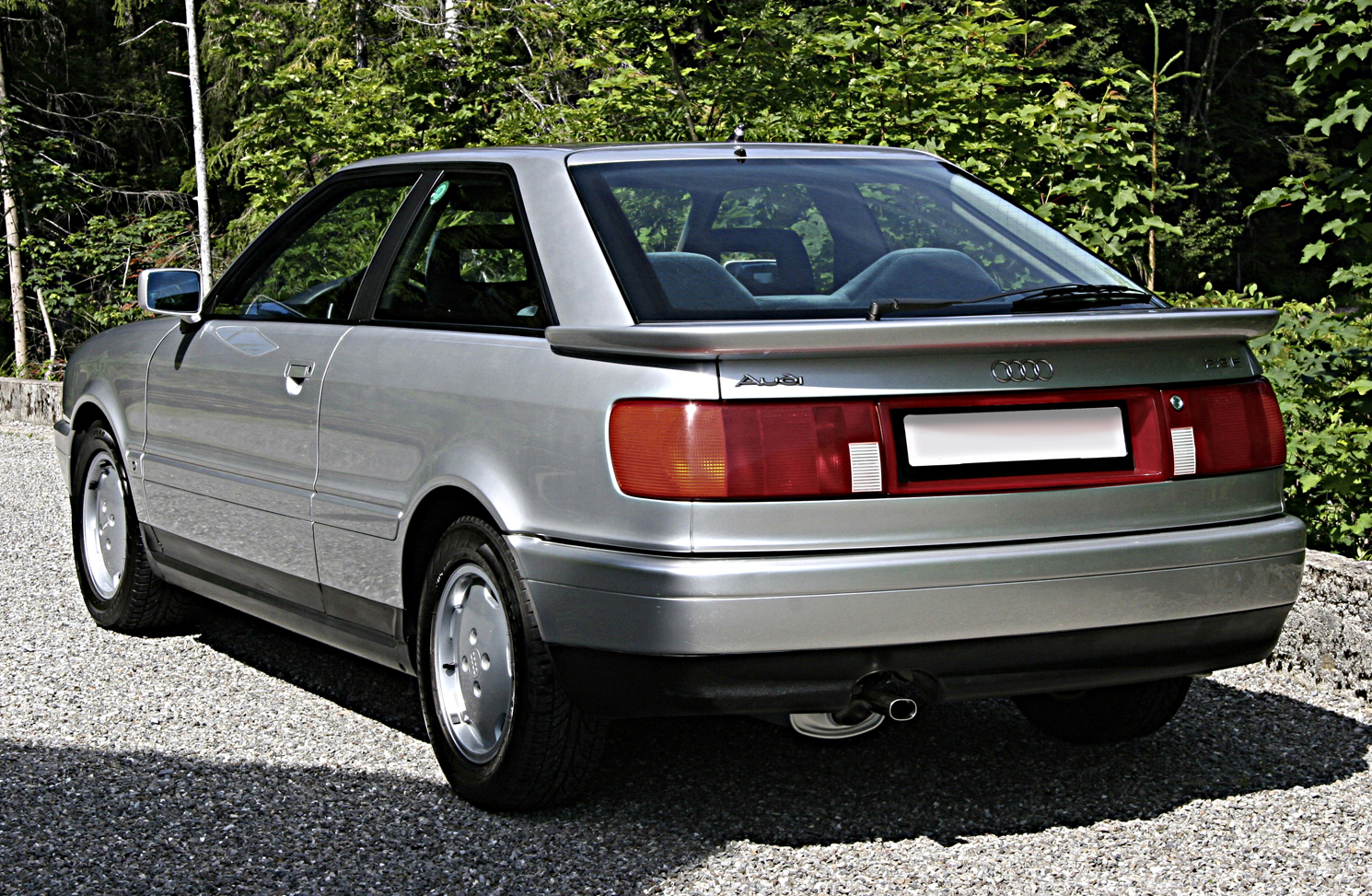
Audi Coupé (1988–1996)
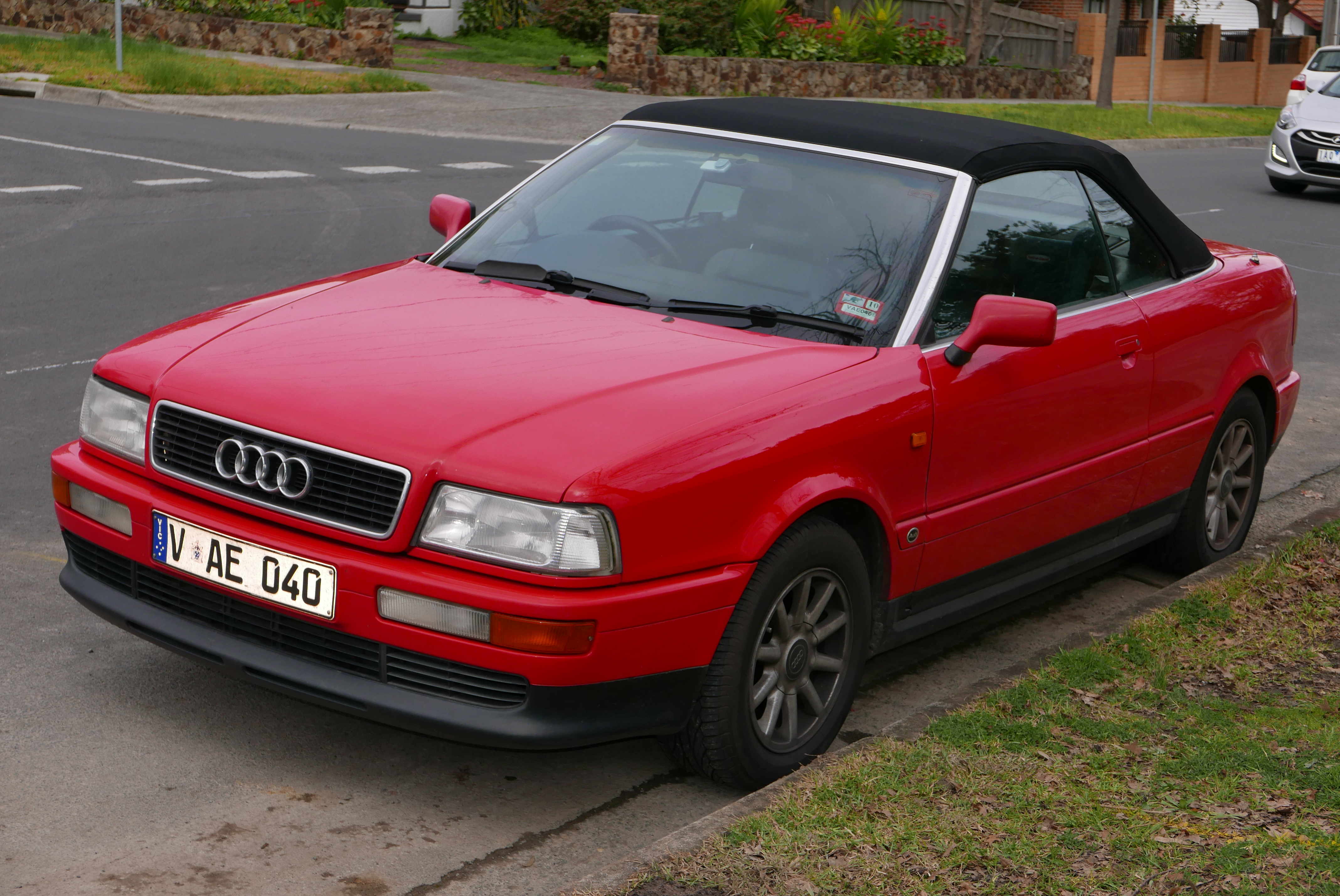
Audi Cabriolet (1991–2000)
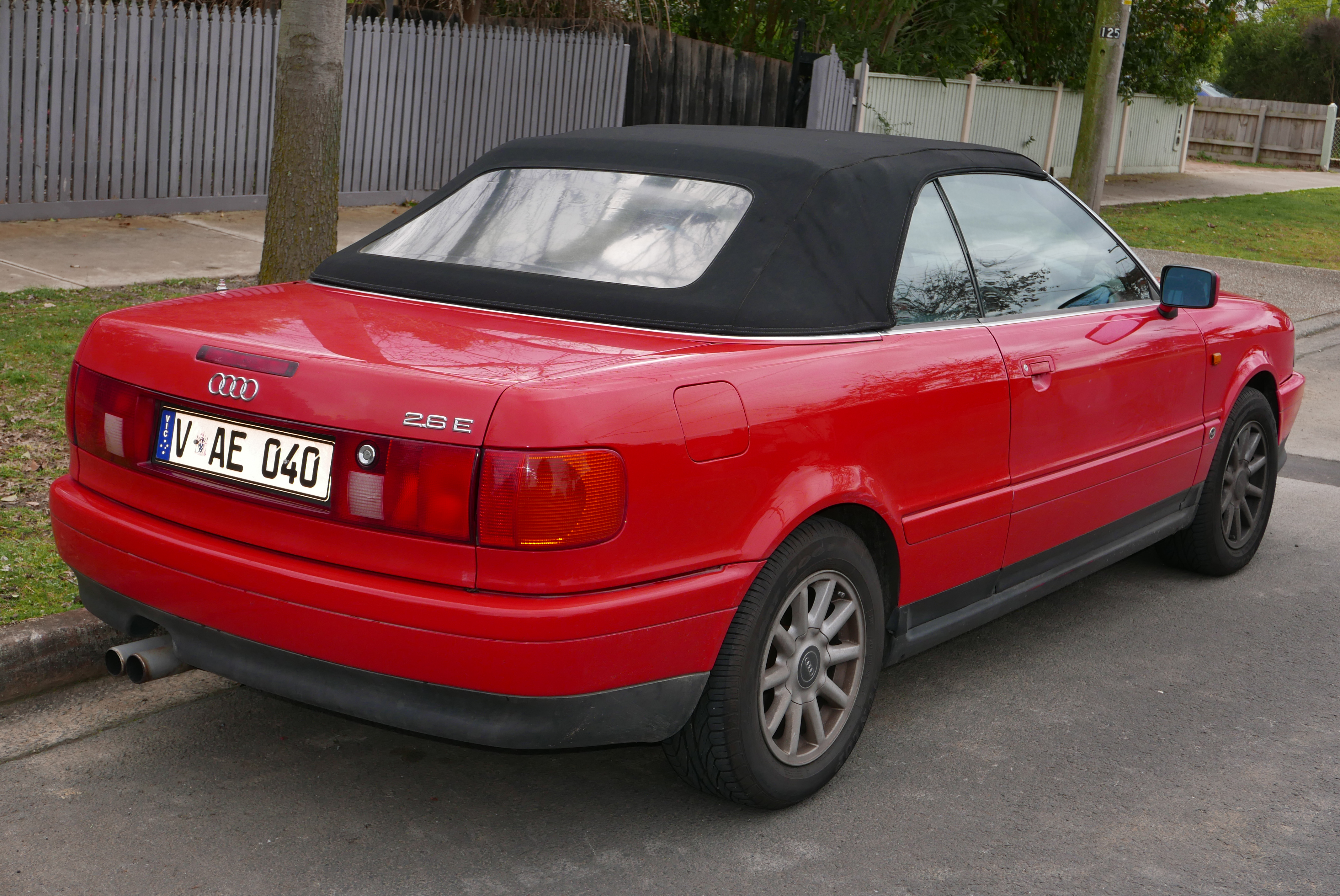

### Entwicklung
Das Projekt Typ 89 wurde 1979 gestartet, inmitten der zweiten Ölkrise, die den Fokus auf Kraftstoffeinsparungen lenkte. Eine der Vorgaben war, den Verbrauch um mindestens 30 % im Vergleich zum Vorgänger zu senken. Inspiriert von der zeitgleichen Entwicklung des Audi 100 C3, der 1982 für seine aerodynamischen Lösungen bekannt wurde, entschied man sich, ähnliche Ansätze auch für den neuen Audi 80 zu nutzen. Noch 1979 wurden erste Modelle im Maßstab 1:4 sowie 1:1 angefertigt, obwohl die Linienführung noch verfeinert werden musste. Dies geschah in den folgenden vier Jahren durch das Designteam von Audi unter der Leitung von J. Mays und Hartmut Warkuss.
1983 wurden die ersten fahrenden Prototypen für Zuverlässigkeitstests gebaut. Diese Tests fanden unter extremen Bedingungen statt: in den Wüsten Sahara, Kalahari und Death Valley, sowie in China und Lappland. Die Industrialisierung des Projekts erforderte massive Investitionen in die Modernisierung der Produktionslinien in Ingolstadt. Es wurden 450 Roboter eingesetzt, um die Massenproduktion zu beschleunigen, während die Endbearbeitung weiterhin von kleinen Teams manuell durchgeführt wurde. Dies führte auch zu einer Umstrukturierung der Produktionsmethodik und Aufgabenverteilung unter den Mitarbeitern. Die Markteinführung des neuen Audi 80 B3 erfolgte im September 1986.

### Design
Das Design des Audi 80 B3 wurde von J Mays und Hartmut Warkuss geprägt. Die Karosserie war eine dreivolumige Limousine mit weichen, eleganten Formen, bei der nahezu alle Kanten verschwanden. Der Fokus lag auf Aerodynamik, was den cW-Wert von 0,29 ermöglichte. Das Design des B3 stellte einen Meilenstein in der Entwicklung des Automobildesigns dar, indem erstmals alle Flächen dreidimensional geformt waren, kennzeichnend dafür stehen die bombierten (doppelt gekrümmten) Fensterflächen. Audi legte mit diesem Modell einen weiteren Grundstein zum Aufstieg zur Premium-Marke.
Die Außenmaße blieben ähnlich wie beim Vorgänger, doch das Erscheinungsbild war revolutionär: Der vordere Bereich zeigte umlaufende Scheinwerfer, einen geneigten Motorhaubendeckel, der nahtlos in die Scheinwerfer überging, umhüllende Stoßfänger und ein stärker geneigtes, umlaufendes Windschutzglas. Es gab keine Regenrinnen mehr, die Fenster lagen bündig zur Karosserie und die Seitenscheiben waren leicht gewölbt. Die Seitenansicht betonte bündige Türgriffe, und der hintere Dachpfosten sowie das Heckfenster waren geneigt und ebenfalls bündig integriert. Das Heck zeigte große, umlaufende Rückleuchten, die höher positioniert waren, um Schäden bei leichten Auffahrunfällen zu minimieren. 
Der Innenraum war geräumig, obwohl einige Kompromisse beim Design gemacht wurden. Der geneigte Heckfensterbereich erforderte eine Vorverlagerung des Rücksitzes, um Kopffreiheit zu gewährleisten, was wiederum die Vordersitze nach vorne rückte, um Beinfreiheit hinten zu sichern. Dies war möglich, da das stark geneigte Windschutzglas Platz für eine Vorverlagerung des Armaturenbretts schuf. Der Innenraum bot Platz für vier Personen (homologiert für fünf) und zeigte ein modernes Design, das an die zeitgenössische Audi 100 angelehnt war, mit weichen, aber klaren Linien im typischen, minimalistischen Stil deutscher Designer. Die Qualität der Verarbeitung und die Oberflächen wurden geschätzt, jedoch wurde die Grundausstattung als sparsam empfunden.
Tester monierten den zerklüfteten Kofferraum und das anstelle eines vollwertigen Ersatzrades gelieferte „Notrad“. Der Kofferraum war klein und unpraktisch im Vergleich zur Konkurrenz. Dennoch wurde die hohe Verarbeitungsqualität und der niedrige Verbrauch der Motoren geschätzt. Die serienmäßige Ausstattung umfasste Kopfstützen vorne, Sicherheitsgurte vorne und hinten, Zentralverriegelung, Halogen-Scheinwerfer und Nebelschlussleuchten, wobei die Grundausstattung als eher mager kritisiert wurde.

### Technik und Motoren
Technisch blieb der Audi 80 B3 konservativ und übernahm die Architektur des Vorgängers: Motor vorne längs, Frontantrieb, gemischtes Bremssystem (vorne Scheiben, hinten Trommeln), MacPherson-Federbeine vorne und Torsionskurbelachse mit Panhard-Stange hinten. Der Zahnstangenlenkung fehlte serienmäßig die Servounterstützung, auch bei Spitzenmodellen, diese war optional. Die Allradvarianten (quattro) hatten Scheibenbremsen an beiden Achsen und ein hinteres Fahrwerk mit unabhängigen Rädern und Querlenkern, aber auch hier war die Servolenkung optional.
Die Karosserie war eine vollverzinkte Tragstruktur, eine wichtige Neuerung, um Rostbildung zu verhindern, die in den 1980er-Jahren noch weit verbreitet war. Trotz Bemühungen, das Gewicht zu reduzieren, war der B3 etwa 110 kg schwerer als der B2.
Bei Markteinführung bot der Audi 80 B3 eine breite Motorenpalette:
- 1.6: 1595 cm³, Vergaser, 75 PS
- 1.8 S: 1781 cm³, Vergaser, 90 PS
- 1.8 E: 1781 cm³, K-Jetronic-Einspritzung, 112 PS
- 1.9 E Kat: 1847 cm³, elektronische Einspritzung, 113 PS
- 1.6 D: 1588 cm³, indirekte Einspritzung, 54 PS
- 1.6 TD: 1588 cm³, Turbodiesel, indirekte Einspritzung, 80 PS

Je nach Markt gab es Abweichungen: In Österreich wurde der 1.6 D auf 50 PS gedrosselt, der 1.8 (90 PS) war optional mit Katalysator (88 PS) erhältlich, und in einigen Märkten (z. B. Italien) gab es einen 1.8 mit 75 PS anstelle oder zusätzlich zum 1.6. Alle Benzinmotoren außer dem 1.6 und 1.8 (75 PS) waren auch mit quattro erhältlich. Die Frontantriebsmodelle hatten ein 4-Gang-Schaltgetriebe, Allradmodelle ein 5-Gang-Schaltgetriebe, das optional auch für Frontantrieb verfügbar war. Ein 3-Gang-Automatikgetriebe war für die 1.8- und 1.9-l-Motoren mit Frontantrieb erhältlich.

### Modellpflege
Die Modellgeschichte des Audi 80 B3 war relativ ruhig, dennoch gab es einige wichtige Updates. Im Mai 1987 wurde die zweite Generation des Audi 90 auf Basis des B3 eingeführt, mit Fünfzylindermotoren (1.8 Einspritzung 110 PS, 2.0 Einspritzung 113 PS) und dem 1.6 TD (80 PS). Mitte 1987 wurde die Reserveradposition von horizontal auf vertikal (links im Kofferraum) geändert, um mehr Höhe für Gepäck zu schaffen, obwohl der Kofferraum weiterhin klein blieb. Für Österreich und die Schweiz wurde ein 1.6-Benziner mit Katalysator (70 PS) eingeführt, während der 1.6 (75 PS) in anderen Märkten auslief, da er als zu schwach galt.
Der Erfolg des B3 führte dazu, dass die Produktion der Audi 100 nach Neckarsulm verlagert wurde, um die Kapazitäten in Ingolstadt ausschließlich für den Audi 80 zu nutzen. 1987 wurden 443.000 Einheiten produziert. Ab 1987 wurde der B3 auch in die USA exportiert, ausschließlich mit einem 2.3-l-Fünfzylindermotor (133 PS, katalysiert), sowohl mit Front- als auch mit Allradantrieb.
Im März 1988 wurde der 1.8-Einspritzmotor optional mit Katalysator angeboten, ohne Leistungsverlust. Im Sommer 1988 erhielt der 1.9-Benziner einen neuen Kurbeltrieb, wodurch die Zylinderkapazität auf 1984 cm³ stieg und die Leistung geringfügig auf 115 PS erhöht wurde. 1989 wurde die gesamte Benzinmotorenpalette mit Katalysatoren ausgestattet. Im August 1989 ersetzte ein 1.9-Diesel (68 PS) den 1.6 D (54 PS). Der 1.6-Benziner (70 PS, katalysiert) wurde nun auch in weiteren europäischen Märkten angeboten, während in anderen Märkten ein 1.8 (75 PS, katalysiert) eingeführt wurde. 1990 wurde die hintere Spurweite verbreitert und im Zuge einer internen Reorganisation der Modellcodes wurde der Typ 89 in Typ 8A umbenannt. Im Mai 1990 kam ein neuer 2.0 16V-Motor mit 137 PS hinzu, der erste Mehrventilmotor in einem Audi 80. Im August 1990 wurde für Griechenland und Portugal ein 1.6-Einspritzmotor mit 102 PS eingeführt. Danach gab es keine weiteren Updates. Die Produktion endete im März 1991, und Anfang 1992 wurde der B4 eingeführt. Insgesamt wurden 15 Prototypen mit einem 1.4-l-Motor gebaut, die jedoch nie in Serie gingen.

### Weitere Derivate
Ab Herbst 1988 wurde auch ein Sportcoupé, das dieselbe Plattform nutzte, unter dem Namen Audi Coupé angeboten. Im Sommer 1990 wurde das Audi S2 Coupé mit 220 PS-Fünfzylinder-Turbomotor vorgestellt. Das S2 Coupé wurde mit einer überarbeiteten Fahrzeugfront ausgerüstet, die nach der Modellpflege im Sommer 1991 in leicht abgewandelter Form auch bei der Limousine des Nachfolgemodells Audi 80 B4 verwendet wurde. Die Fertigung lief noch bis Ende 1996. Das Konzept eines aus einer Limousine abgeleiteten Coupés wurde fallen gelassen: Als Nachfolger kann der Audi TT betrachtet werden, der die Rolle eines sportlichen Modells im Audi-Portfolio übernahm. Im Juni 1991 folgte das Audi Cabriolet, das auf Basis des Audi 80 B3 entstanden war. Die Karosseriedetails im Exterieur entsprachen bereits denen des Audi 80 B4, so auch der modifizierte Grill. Das klassische Cabriolet erfuhr im Frühjahr 1997 noch leichte Modifikationen, bevor seine Produktion im Sommer 2000 auslief.

## Technische Daten
| Modell | Motor           | Hubraum         | Kraftstoffsystem                                                           | Leistung PS/min | Drehmoment Nm/min | Antrieb          | Getriebe/ Anzahl Gänge | Bremsen vorn/hinten | Leergewicht (kg) | Höchstgeschwindigkeit (km/h) | Beschleunigung 0–100 km/h | Verbrauch (l/100 km) | Baujahre         | Produzierte Einheiten | Preis bei Einführung (DM) |
| Benzinversionen | Benzinversionen | Benzinversionen | Benzinversionen                                                            | Benzinversionen | Benzinversionen   | Benzinversionen  | Benzinversionen        | Benzinversionen     | Benzinversionen  | Benzinversionen              | Benzinversionen           | Benzinversionen      | Benzinversionen  | Benzinversionen       | Benzinversionen           |
| --- | --------------- | --------------- | -------------------------------------------------------------------------- | --------------- | ----------------- | ---------------- | ---------------------- | ------------------- | ---------------- | ---------------------------- | ------------------------- | -------------------- | ---------------- | --------------------- | ------------------------- |
| 1.6 Kat | EA827 (PP)      | 1595            | Vergaser Pierburg                                                          | 70/5200         | 118/2700          | Vorderradantrieb | Manuell/ 4 Gänge       | S/T                 | 1.030            | 168                          | 14,1                      | 7,8                  | 08/1989–12/19911 | 125.497               | 27.600                    |
| 1.6 | EA827 (RN)      | 1595            | Vergaser Keihin                                                            | 75/5200         | 125/2700          | Vorderradantrieb | Manuell/ 4 Gänge       | S/T                 | 1.020            | 170                          | 13,8                      | 7,8                  | 08/1986–07/1987  | 125.497               | 21.980                    |
| 1.6 E2 | EA827 (ABB)     | 1595            | Elektronisch gesteuerte mechanische Saugrohreinspritzung                   | 102/6300        | 135/3500          | Vorderradantrieb | Manuell/ 4 Gänge       | S/T                 | 1.020            | 190                          | 12,3                      | -                    | 08/1990–03/19912 | 125.497               | -                         |
| 1.8 Kat | EA827 (RU)      | 1781            | Vergaser Keihin II                                                         | 75/4500         | 140/2500          | Vorderradantrieb | Manuell/ 4 Gänge       | S/T                 | 1.030            | 174                          | 13,7                      | 7,4                  | 10/1986–01/1990  | 833.384               | 22.860                    |
| 1.8 S Kat | EA827 (SF)      | 1781            | Vergaser Keihin I                                                          | 88/5200         | 142/3300          | Vorderradantrieb | Manuell/ 4 Gänge       | S/T                 | 1.030            | 179                          | 11,8                      | -                    | 09/1986–07/1990  | 833.384               | -                         |
| 1.8 S Kat | EA827 (PM)      | 1781            | Vergaser Keihin I                                                          | 90/5500         | 142/3250          | Vorderradantrieb | Manuell/ 4 Gänge       | S/T                 | 1.050            | 182                          | 12,4                      | 7,7                  | 09/1989–03/1991  | 833.384               | 27.900                    |
| 1.8 S quattro Kat | EA827 (SF)      | 1781            | Vergaser Keihin I                                                          | 88/5200         | 142/3300          | Allradantrieb    | Manuell 5 Gänge        | S/S                 | 1.130            | 182                          | 12,3                      | 8,8                  | 09/1986–07/1990  | 833.384               | 31.020                    |
| 1.8 S quattro Kat | EA827 (PM)      | 1781            | Vergaser Keihin I                                                          | 90/5500         | 142/3250          | Allradantrieb    | Manuell 5 Gänge        | S/S                 | 1.130            | 182                          | 12,3                      | 8,8                  | 09/1989–03/1991  | 833.384               | 34.675                    |
| 1.8 S | EA827 (NE)      | 1781            | Vergaser Keihin I                                                          | 90/5200         | 150/3300          | Vorderradantrieb | Manuell 4 Gänge        | S/T                 | 1.030            | 182                          | 12,2                      | 7,3                  | 08/1986–08/1989  | 833.384               | 23.205                    |
| 1.8 E | EA827 (DZ)      | 1781            | Elektronisch gesteuerte mechanische Saugrohreinspritzung Bosch KE-Jetronic | 112/5800        | 160/3400          | Vorderradantrieb | Manuell 4 Gänge        | S/T                 | 1.050            | 194                          | 9,6                       | 7,6                  | 09/1986–08/1988  | 833.384               | 25.945                    |
| 1.8 E quattro | EA827 (DZ)      | 1781            | Elektronisch gesteuerte mechanische Saugrohreinspritzung Bosch KE-Jetronic | 112/5800        | 160/3400          | Allradantrieb    | Manuell 5 Gänge        | S/S                 | 1.150            | 194                          | 9,9                       | 8,4                  | 09/1986–08/1988  | 833.384               | 33.025                    |
| 1.9 E | EA827 (SD)      | 1847            | Elektronisch gesteuerte mechanische Saugrohreinspritzung Bosch KE-Jetronic | 113/5600        | 160/3400          | Vorderradantrieb | Manuell 4 Gänge        | S/T                 | 1.050            | 195                          | 9,6                       | 7,5                  | 09/1986–08/1988  | 47.610                | 27.970                    |
| 1.9 E quattro | EA827 (SD)      | 1847            | Elektronisch gesteuerte mechanische Saugrohreinspritzung Bosch KE-Jetronic | 113/5600        | 160/3400          | Allradantrieb    | Manuell 5 Gänge        | S/S                 | 1.150            | 195                          | 9,9                       | 8,3                  | 09/1986–08/1988  | 47.610                | 35.050                    |
| 2.0 E Kat | EA827 (AAD)     | 1984            | Elektronisch gesteuerte mechanische Saugrohreinspritzung Bosch KE-Jetronic | 115/5400        | 168/3700          | Vorderradantrieb | Manuell 4 Gänge        | S/T                 | 1.080            | 196                          | 10,9                      | 7,5                  | 08/1988–03/1991  | 126.439               | 31.030                    |
| 2.0 E quattro Kat | EA827 (AAD)     | 1984            | Elektronisch gesteuerte mechanische Saugrohreinspritzung Bosch KE-Jetronic | 115/5400        | 168/3700          | Allradantrieb    | Manuell 5 Gänge        | S/S                 | 1.240            | 198                          | 11,3                      | 8,3                  | 08/1988–03/1991  | 126.439               | 37.105                    |
| 2.0 E 16v Kat | EA827 (6A)      | 1984            | Elektronisch gesteuerte mechanische Saugrohreinspritzung Bosch KE-Jetronic | 137/5800        | 181/4500          | Vorderradantrieb | Manuell 4 Gänge        | S/T                 | 1.170            | 208                          | 9,0                       | 8,9                  | 05/1990–03/1991  | 8.548                 | 36.900                    |
| 2.0 E 16v quattro Kat | EA827 (6A)      | 1984            | Elektronisch gesteuerte mechanische Saugrohreinspritzung Bosch KE-Jetronic | 137/5800        | 181/4500          | Allradantrieb    | Manuell 5 Gänge        | S/S                 | 1.270            | 208                          | 9,1                       | 9,3                  | 05/1990–03/1991  | 8.548                 | 43.300                    |
| 2.3 E Kat3 | EA828 (NG)      | 2309            | Elektronisch gesteuerte mechanische Saugrohreinspritzung Bosch KE-Jetronic | 133/5700        | 182/4000          | Vorderradantrieb | Manuell 4 Gänge        | S/T                 | 1.190            | 206                          | 10,0                      | 11,5                 | 03/1987–03/19913 | 5.429                 | -                         |
| 2.3 E quattro Kat3 | EA828 (NG)      | 2309            | Elektronisch gesteuerte mechanische Saugrohreinspritzung Bosch KE-Jetronic | 133/5700        | 182/4000          | Allradantrieb    | Manuell 5 Gänge        | S/S                 | 1.280            | 206                          | 10,0                      | 12,5                 | 03/1987–03/1991  | 5.429                 | -                         |
| Dieselversionen |                 |                 |                                                                            |                 |                   |                  |                        |                     |                  |                              |                           |                      |                  |                       |                           |
| 1.6 D | EA827 (JK)      | 1588            | Saugdiesel, indirekte Einspritzung, Einspritzpumpe Bosch                   | 50/48004        | 95/ 2700–32004    | Vorderradantrieb | Manuell 4 Gänge        | S/T                 | 1.050            | 150                          | 22,0                      | 5,8                  | 09/1986–08/19894 | 23.895                | -                         |
| 1.6 D | EA827 (JK)      | 1588            | Saugdiesel, indirekte Einspritzung, Einspritzpumpe Bosch                   | 54/4800         | 100/2500          | Vorderradantrieb | Manuell 4 Gänge        | S/T                 | 1.050            | 153                          | 21,0                      | 5,8                  | 09/1986–08/1989  | 23.895                | 23.405                    |
| 1.6 TD | EA827 (RA)5     | 1588            | Turbodiesel, indirekte Einspritzung, Einspritzpumpe Bosch                  | 80/4500         | 1555/2600         | Vorderradantrieb | Manuell 4 Gänge        | S/T                 | 1.070            | 174                          | 14,0                      | 5,8                  | 09/1986–03/1991  | 106.937               | 26.115                    |
| 1.9 D | EA827 (1Y)      | 1896            | Saugdiesel, indirekte Einspritzung, Einspritzpumpe Bosch                   | 68/4400         | 127/2200          | Vorderradantrieb | Manuell 4 Gänge        | S/T                 | 1.050            | 165                          | 16,9                      | 5,6                  | 08/1989–03/1991  | 20.062                | 27.850                    |
| Hinweise: 1Zwischen März 1987 und Juli 1989 nur für die Märkte Schweiz und Österreich 2Nur für Griechenland und Portugal 3Nur für nordamerikanische Märkte 4Nur für den österreichischen Markt 5Ab April 1989 Motor SB mit maximalem Drehmoment von 152 Nm |                 |                 |                                                                            |                 |                   |                  |                        |                     |                  |                              |                           |                      |                  |                       |                           |

## Bezeichnung
Es wurde verschiedentlich behauptet, die Bezeichnung B3 sei offiziell nie von Audi verwendet worden, was nicht korrekt ist. Tatsächlich wurde der Begriff sowohl während der Entwicklung dieses Typs als auch in der historischen Rückschau von Audi verwendet. Eindeutige (zeitgenössische) Belege finden sich in einer Publikation von Othmar Wickenheiser.